# Ringsted Kloster
Ringsted Kloster var et kloster i Ringsted. Det blev oprettet i 1000-tallet af biskop Svend Nordmand og var i middelalderen et betydeligt benediktinerkloster. Efter Reformationen blev det lavet til en lensmandsbolig, men den nedbrændte 1806. Blot klosterkirken, Sankt Bendts Kirke, er i dag bevaret.
|  | Denne artikel om en bygning eller et bygningsværk kan blive bedre, hvis der indsættes et (bedre) billede. Du kan hjælpe ved at afsøge Wikimedia Commons for et passende billede eller lægge et op på Wikimedia Commons med en af de tilladte licenser og indsætte det i artiklen. |

55°26′42″N 11°47′12″Ø / 55.4451°N 11.7867°Ø